# Gare frontière
Une gare frontière est une gare ferroviaire dans laquelle sont effectuées les procédures opérationnelles et administratives nécessaires liées au franchissement de la frontière, en particulier pour la douane, le contrôle sanitaire des marchandises et le contrôle des passeports pour les voyageurs.
Ces gares sont souvent équipées d'installations techniques importantes pour changer de locomotives, lorsqu'il s'agit de lignes avec des systèmes d'électrification ferroviaire différents ou des écartements des rails différents. Dans ces cas, les installations permettent le transbordement des marchandises d'un train à l'autre (avec rupture de charge) ou le changement des bogies de chaque véhicule. Elles ont souvent un bâtiment voyageurs de grande dimension, les réseaux marquant ainsi l'importance de leur porte d'entrée internationale.
Généralement, les deux réseaux s'entendent pour ne disposer que d'une seule gare frontière, comme à la gare de Modane ou à celle de Vintimille. Il peut également y avoir un rôle symétrique entre deux gares, comme pour les gares d'Irun et d'Hendaye. La gare de Bayerisch Eisenstein, constitue une particularité : la frontière entre l'Allemagne et la Tchéquie traverse le centre du bâtiment voyageurs.
Certaines gares frontières ont perdu totalement leur rôle lorsque la frontière n'a plus eu lieu d'être. C'est le cas en France entre 1871 et 1918 avec la gare de Nouvel-Avricourt, dans le département de la Moselle, ou en Allemagne à Marienborn entre 1945 et 1990. À l'intérieur du Royaume-Uni, il existe quelques gares qui sont « nominalement » gares frontières, car elles se trouvent près des frontières entre les nations constitutives du pays, comme la gare de Chepstow (en) à la frontière entre l'Angleterre et le pays de Galles ou la gare de Berwick-upon-Tweed (en) à la frontière entre l'Angleterre et l'Écosse.
Depuis le début du XXIe siècle, le développement de l'Interopérabilité ferroviaire, le souhait de parcours accélérés et l'ouverture des frontières dans l'Espace Schengen ont réduit leur nombre et leur importance. Leur rôle est cependant renforcé aux frontières de l'Union européenne (par exemple à la gare de Kapıkule (en) à la frontière entre la Bulgarie et la Turquie) ou en dehors de l'Europe (Tumangangà la frontière entre la Corée du Nord et la Russie).

## Historique
La première gare frontière a été mise en service le 7 août 1842 à la gare de Quiévrain, lors de l'inauguration de la ligne de Mons à Quiévrain en présence de Léopold Ier, roi des Belges. La liaison avec la France est inaugurée le 14 novembre 1842 mais n'est pas encore effective, la ligne venant de Valenciennes étant encore en travaux.

## Galerie de photographies

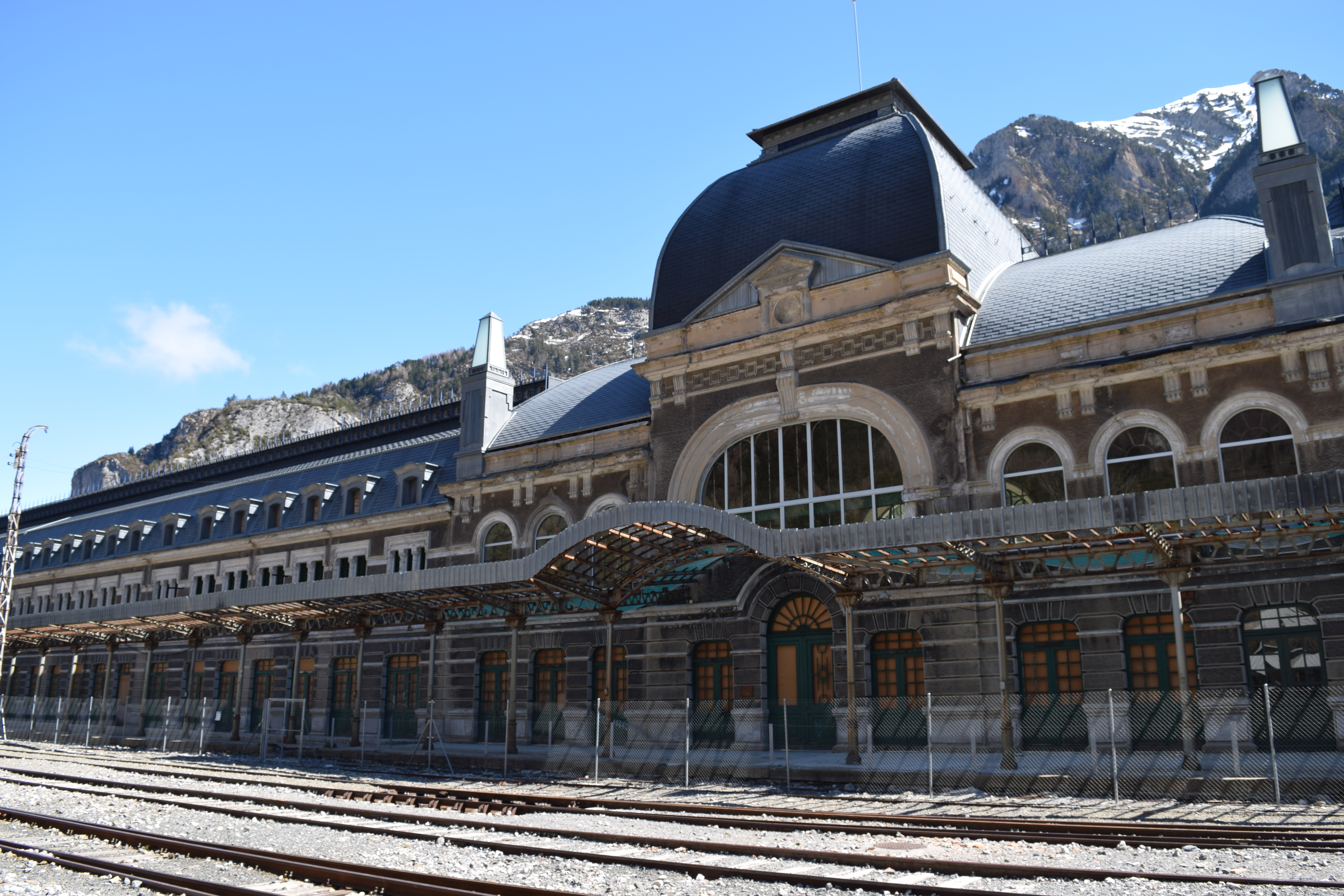
Gare de Canfranc – frontière entre l'Espagne et la France.
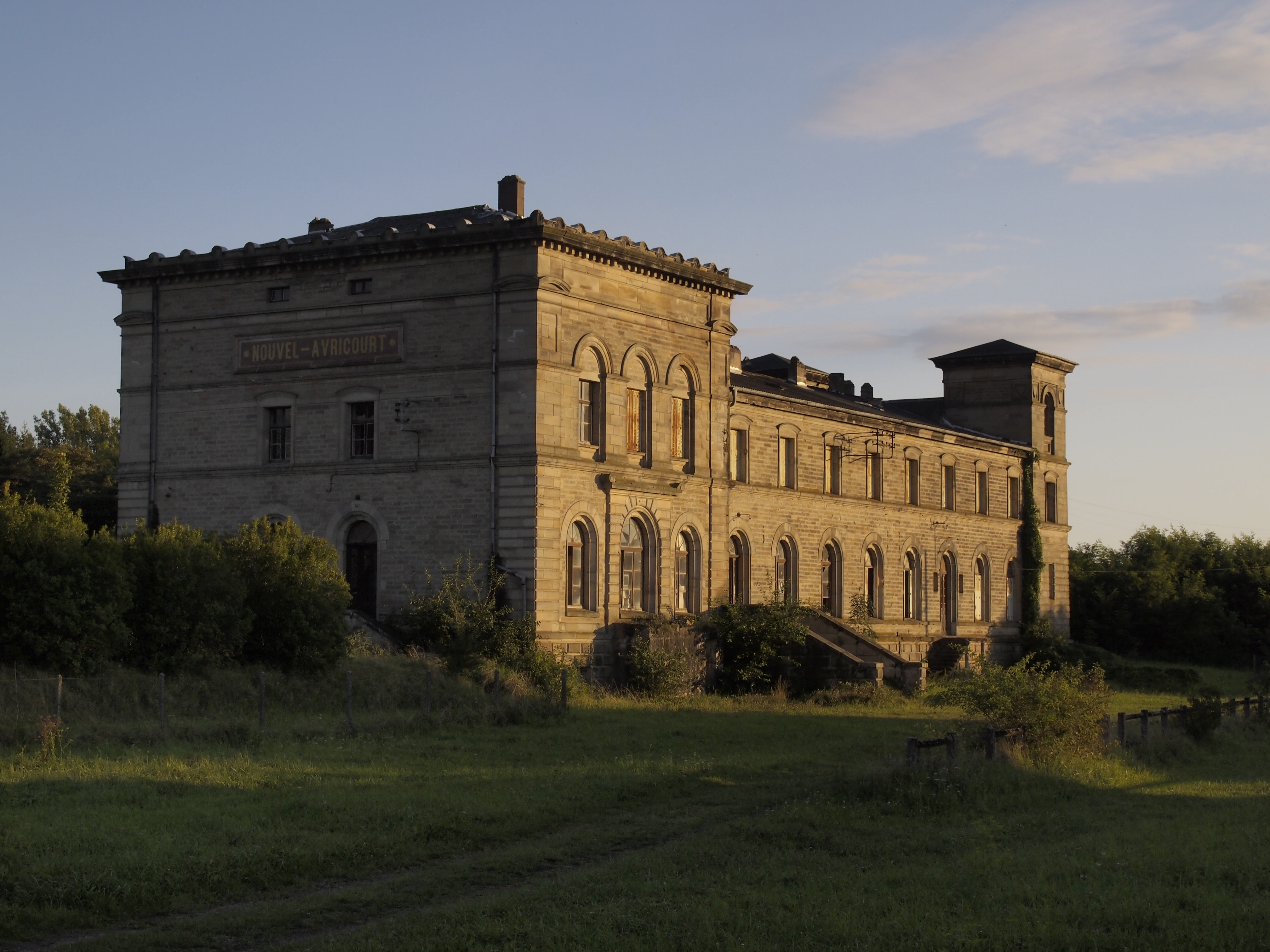
Nouvel-Avricourt, entre l'Empire allemand et la France (1871-1918).
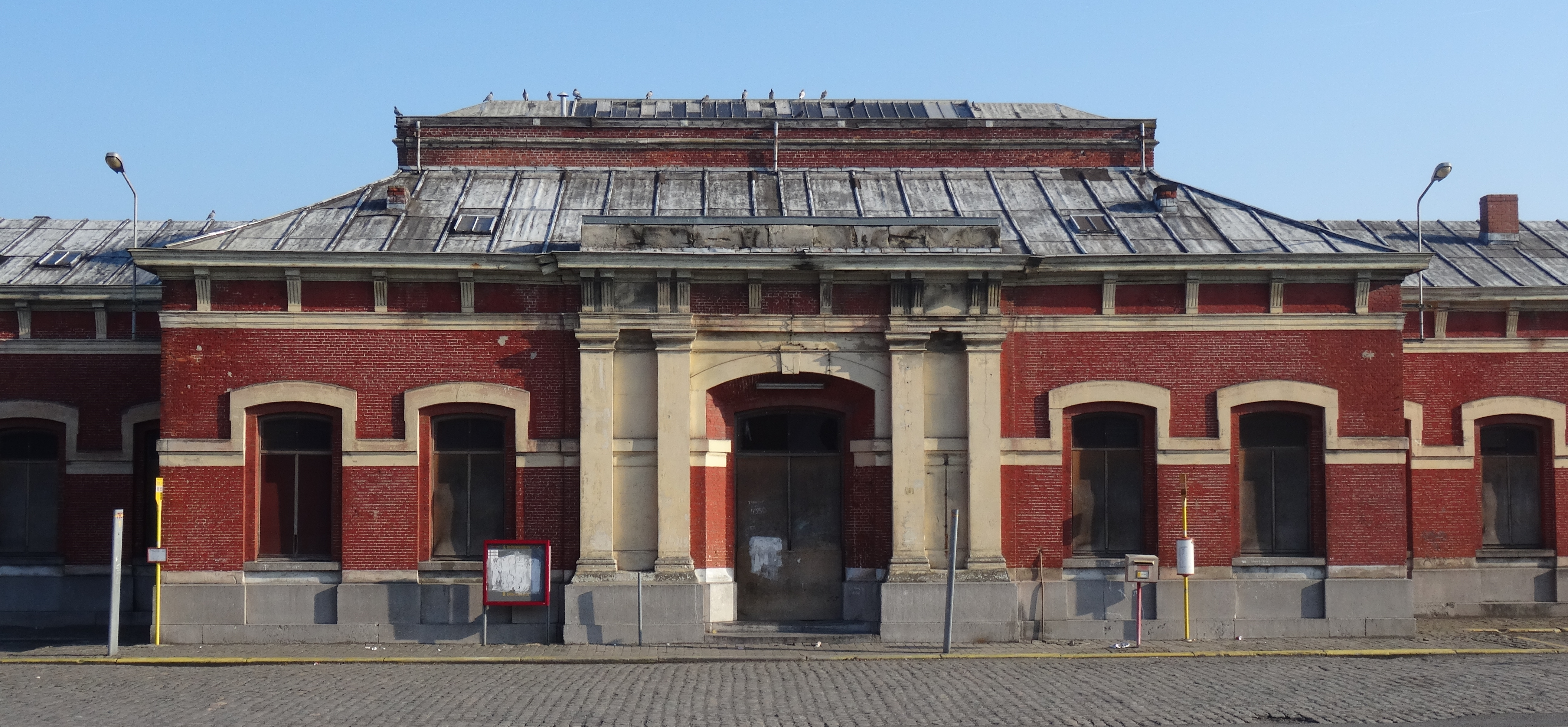
Gare de Quiévrain – frontière entre la Belgique et la France.
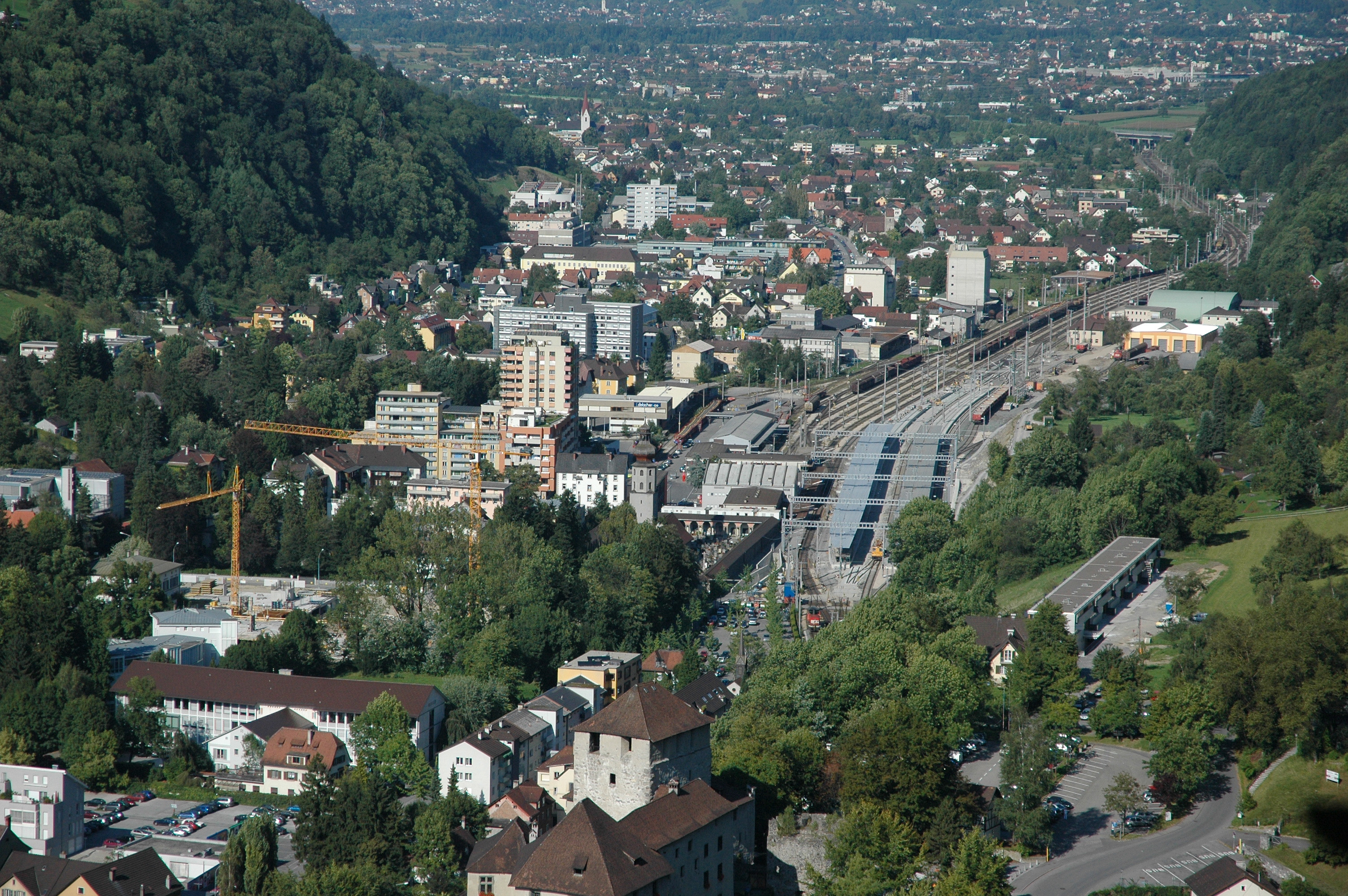
Gare de Feldkirch – frontière entre l'Autriche et le Liechtenstein.
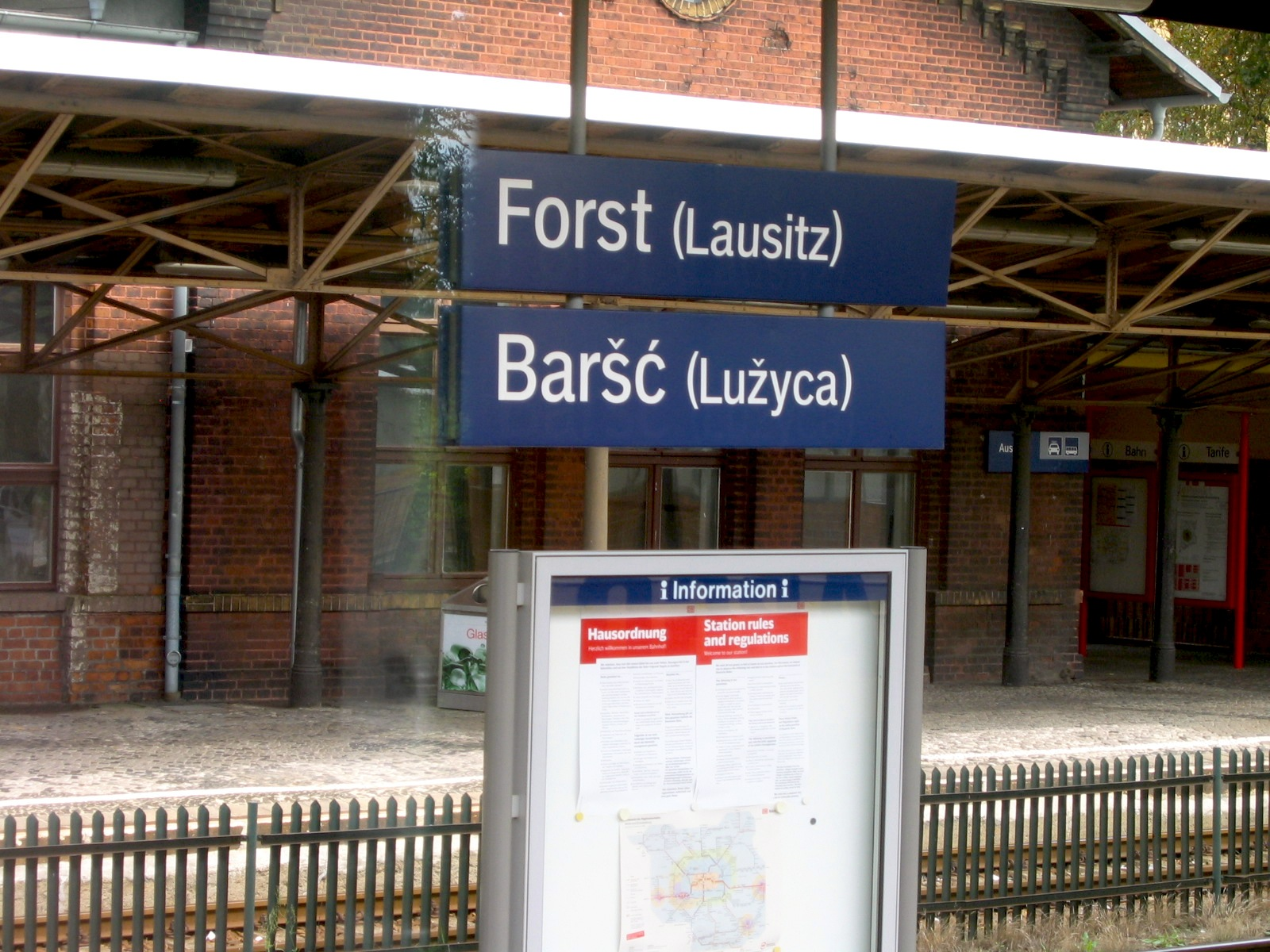
Gare de Forst (de) – frontière entre l'Allemagne et la Pologne.
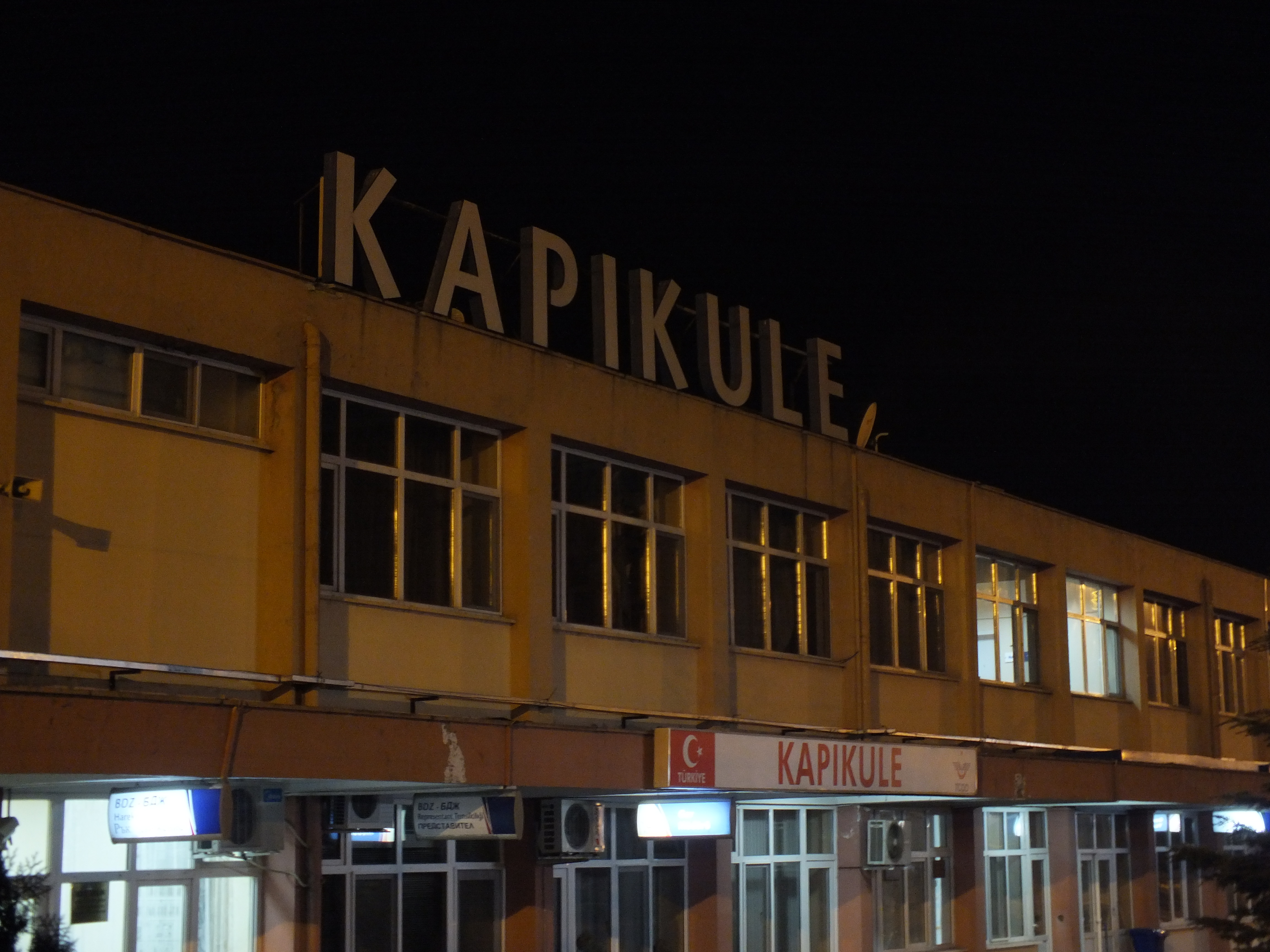
Gare de Kapıkule (en) – frontière entre la Turquie et la Bulgarie.
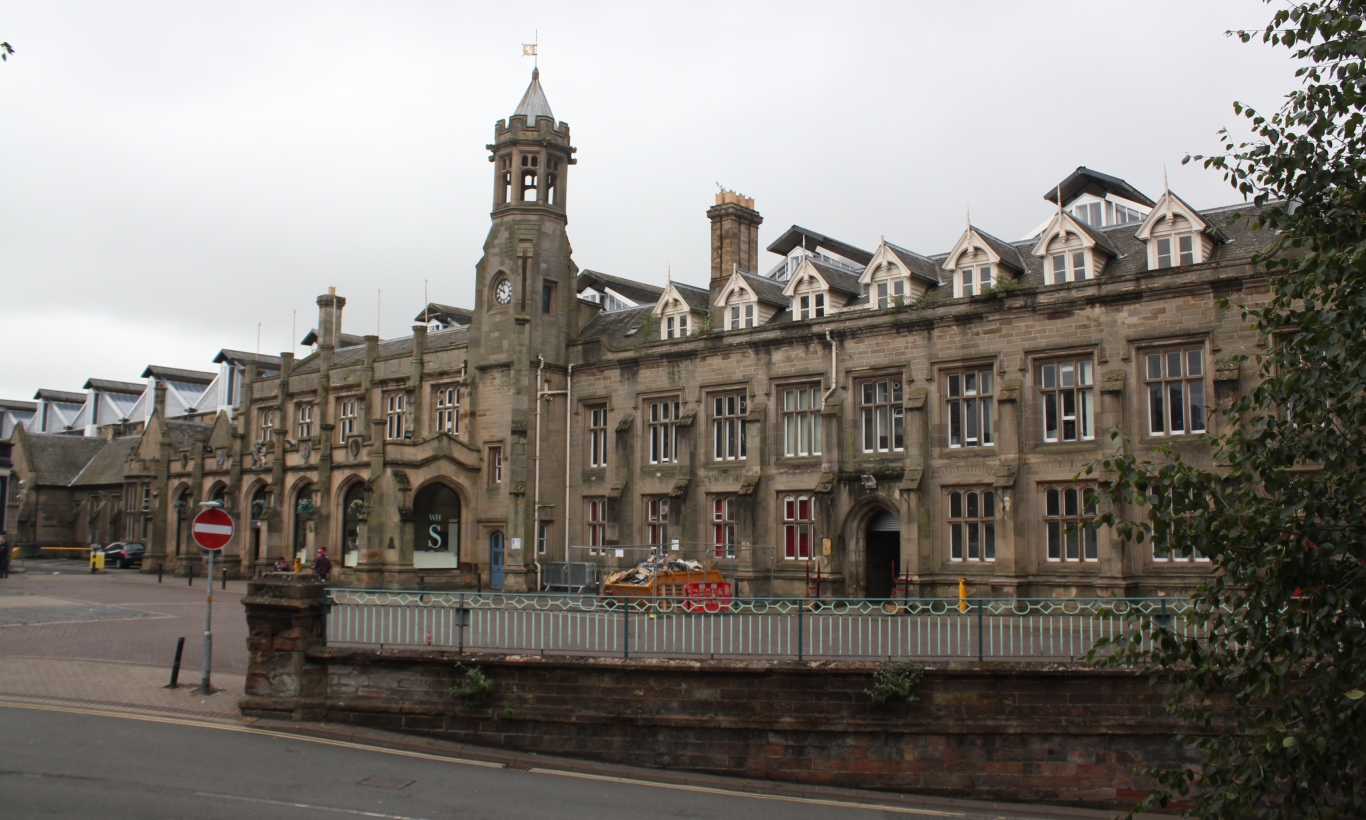
Gare de Carlisle (en) – frontière entre l'Angleterre et l'Écosse (au Royaume-Uni).
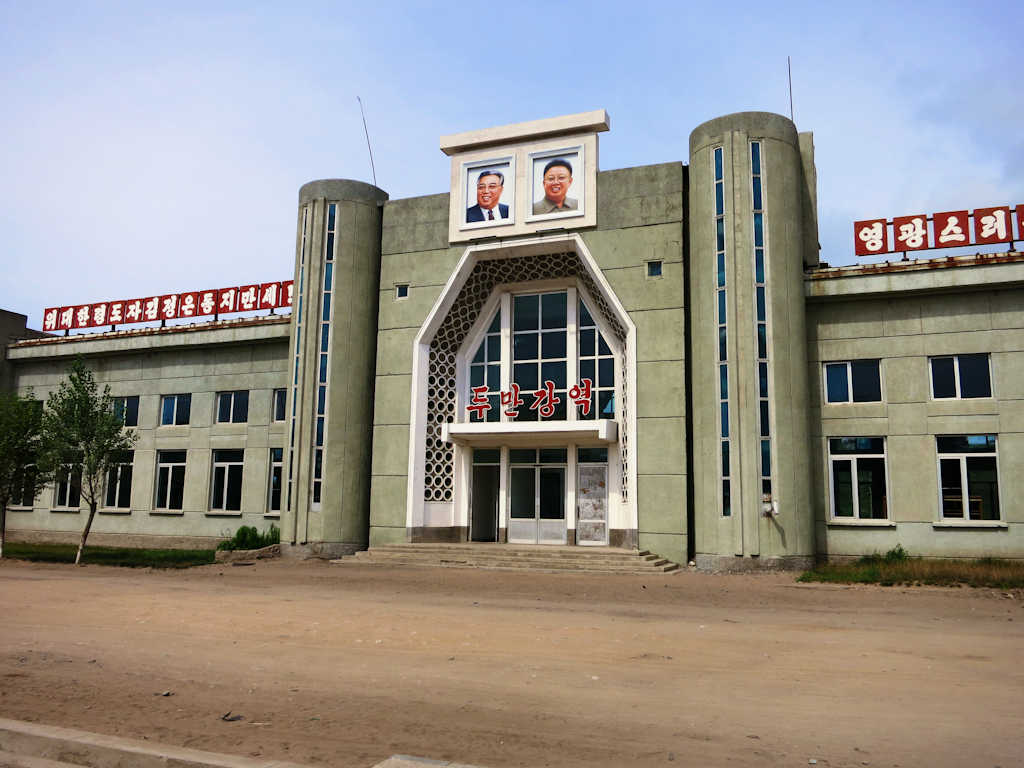
Gare de Tumangang (en) – frontière entre la Corée du Nord et la Russie.